# Ликана
Ликана е защитена местност, разположена в землището на село Свирачи, Хасковска област. Ликана заема площ от едва 3 хектара и представлява местност от гора и открита част. Тя е най-малката по площ защитена местност в Община Ивайловград. Обявена е за такава със заповед № РД-328 от 08.05. на министъра на околната среда и водите.

## Разположение
Ликана се намира на около 4 km южно от село Свирачи в непосредствена близост до пътя свързващ Ивайловград с Мандрица – източно от него.

## Жив свят
Ликана може да бъде наречена „Царството на орхидеите“. Причината за това е, че тук на малка площ се срещат 15 вида орхидеи. Най-известни от тях са пеперудоцветният салеп (Anacamptis papilionacea), пирамидален анакамптис (Anacamptis pyramidalis), недоразвит лимодорум (Limodorum abortivum), обикновена пърчовка (Himantoglossum caprinum), двурогата (Ophris cornuta), паяковидната пчелица (Ophrys mammosa) и пчелоносното бръмбарче (Ophrys apifera). Най-ценният представител е орхидеята дремников главопрашник (Cephalanthera epipactoides), която се среща единствено тук в България. Други редки видове, срещащи се тук, са върбинковата какула (Salvia verbenace) и монпелийската телчарка (Polygala monspeliaca).
От животинския свят местността е ценна с богатството си на влечуги. Срещат се различни видове гущери, змии и костенурки.
- Обикновен анакамптис (Anacamptis pyramidalis)
- Костенурче на асфалтовия път под Ликана
- Kirinia roxelana
- Clytus sp.
- Graphosoma semipunctatum